# كارل بولاني
كارل بول بولاني (25 أكتوبر 1886 – 23 أبريل 1964) كان مؤرخًا اقتصاديًا نمساويًا مجريًا، وعالم أنثروبولوجيا اقتصادية، وعالم اجتماع اقتصادي، وعالم اقتصاد سياسي، وعالم اجتماع تاريخي، وفيلسوفًا اجتماعيًا. عُرف بمعارضته الفكر الاقتصادي التقليدي، جادل كتابه التحول العظيم بأن ظهور مجتمعات ذات أساس سوقي في أوروبا الحديثة لم يكن حتميًا، بل كان إمكانية تاريخية. يُذكر بولاني اليوم بصفته مُنشئ الجوهرية، وهي نهج ثقافي للاقتصاد يشدد على طريقة دمج النظم الاقتصادية في المجتمع والثقافة. يتعارض هذا الرأي مع التيار الاقتصادي الرئيسي، ولكنه يحظى بشعبية في الأنثروبولوجيا، والتاريخ الاقتصادي، وعلم الاجتماع الاقتصادي، والعلوم السياسية.
طُبق نهج بولاني في الاقتصاديات القديمة على مجموعة متنوعة من القضايا، مثل أمريكا ما قبل كولومبوس، وبلاد ما بين النهرين القديمة، على الرغم من التشكيك في فائدتها في دراسة المجتمعات القديمة بشكل عام. أصبح كتاب بولاني التحول الكبير نموذجًا لعلم الاجتماع التاريخي. أصبحت نظرياته في النهاية أساسًا لحركة ديمقراطية اقتصادية. كانت ابنته، الخبيرة الاقتصادية الكندية، كاري بولاني ليفيت (ولدت عام 1923 في فيينا، النمسا)، أستاذة فخرية في الاقتصاد في جامعة مكغيل، مونتريال.

## نشأته
وُلد بولاني لعائلة يهودية. كان شقيقه الأصغر الفيلسوف مايكل بولاني، وكانت ابنة أخته، إيفا زيزل، صانعة فخار شهيرة على مستوى العالم. وُلد في فيينا، التي كانت عاصمة الإمبراطورية النمساوية المجرية في ذلك الوقت. كان والده، ميهالي بولاكسيك، مقاولًا لأعمال السكك الحديدية. لم يغير ميهالي اسم نسبته بولاكسيك قط، ودُفن في المقبرة اليهودية في بودابست. توفي ميهالي في يناير عام 1905، وكان ذلك صدمة عاطفية لكارل، وأحيا الذكرى السنوية لوفاة ميهالي طوال حياته. والدة كارل ومايكل بولاني هي سيسيليا فول. غيّر كارل وإخوته الاسم إلى بولاني (لا إلى فون بولاني). تلقى بولاني تعليمًا جيدًا على الرغم من التقلبات في ثروة والده، وانغمس في النشاط الفكري والساحة الفنية في بودابست.
أسس بولاني دائرة غاليليو الراديكالية المؤثرة في أثناء وجوده في جامعة بودابست، نادٍ سيكون له آثار بعيدة المدى على الفكر التأملي الهنغاري. خلال هذا الوقت، شارك بنشاط مع مفكرين بارزين آخرين، مثل جورج لوكاش، وأوزكار ياسي، وكارل مانهايم. تخرج بولاني في جامعة بودابست في عام 1912 ليحصل بذلك على درجة الدكتوراه في القانون. في عام 1914، ساعد في تأسيس الحزب الهنغاري الراديكالي، وعمل هناك أمينًا.
كان بولاني ضابطًا في سلاح الفرسان في الجيش النمساوي المجري في الحرب العالمية الأولى، في الخدمة الفعلية في الجبهة الشرقية، وأُدخل إلى المستشفى في بودابست. دعم بولاني حكومة ميهالي كارولي الجمهورية، ونظام الحكم الديمقراطي الاجتماعي. على أي حال، كانت الجمهورية قصيرة العمر، وعندما أطاح بيلا كون بحكومة كارولي لإنشاء الجمهورية المجرية السوفييتية، غادر بولاني بعدها إلى فيينا.

## في فيينا
منذ عام 1924 وحتى عام 1933، عمل بولاني رئيس تحرير لمجلة الاقتصادي النمساوي. في هذا الوقت، بدأ أولًا بانتقاد كلية الاقتصاد النمساوية، التي شعر أنها ابتكرت نماذج مجردة فقدت البصر عن الواقع الطبيعي المترابط للعمليات الاقتصادية. كان بولاني نفسه منجذبًا إلى الجمعية الفابية وأعمال جورج كول. خلال هذه الفترة، أصبح بولاني مهتمًا بالاشتراكية المسيحية.
تزوج بالشيوعية الثورية إيلونا دوكيزيسكا، ذات الخلفية البولندية الهنغارية.

## روابط خارجية
- كارل بولاني على موقع الموسوعة البريطانية (الإنجليزية)
- كارل بولاني على موقع إن إن دي بي (الإنجليزية)